# Vizegouverneur der Isle of Man
Der Vizegouverneur der Isle of Man (englisch Lieutenant Governor of the Isle of Man, Manx Lhiass-chiannoort Vannin) ist der Bevollmächtigte des Lord of Mann, zurzeit Charles’ III., auf der Insel Man.

Standarte des Lieutenant Governors

Er hat die Befugnis, die königliche Genehmigung (Royal Assent) zu Gesetzen zu erteilen, und wird mit „Eure Exzellenz“ angesprochen. In jüngerer Vergangenheit war der Vizegouverneur stets ein ehemaliger Diplomat oder dienstälteres Mitglied der Armee. Bisher hatte noch kein einheimischer Manx das Amt inne, obgleich Erste Deemster (als stellvertretende Vizegouverneure von Amts wegen) in der Übergangszeit zwischen zwei Amtsträgern dessen Funktionen ausübten.

## Geschichte
Einst übte der Vizegouverneur alle rechtsprechende, finanzielle und ausführende Gewalt aus und besaß um 1900 mehr Macht über sein Gebiet als irgendein anderer Repräsentant im Commonwealth. Er verlor jedoch seine Funktion als Oberhaupt der Gerichtsbarkeit, 1980 die als Präsident des Oberhauses und 1990 schließlich die des Präsidenten des Tynwald. Heute erfüllt der Vizegouverneur hauptsächlich formale und Repräsentationsaufgaben, trägt aber durch seine wohltätige Arbeit wesentlich zum Leben auf der Insel bei.
Im Oktober 2005 wollte der Tynwald den Titel von Lieutenant Governor zu Barrantagh y Chrooin auf Manx und Crown Commissioner in Englisch (Kronkommissar) ändern lassen. Der Vorschlag wurde dem Department of Constitutional Affairs zur Weiterleitung an den Lord of Mann Elisabeth II. zugestellt. Im April 2006 zog der Tynwald seinen eigenen Vorschlag samt der Bitte um königliche Zustimmung nach heftiger Kritik der Öffentlichkeit wieder zurück. Das Amt behielt daher den bisherigen Titel.